# جائزة بوك
جائزة بوك هي جائزة توزع سنوياً من قبل الجمعية الفلكية الأسترالية والأكاديمية الأسترالية للعلوم، للاعتراف بالأبحاث البارزة في علم الفلك، بتكريم طالبٍ من جامعةٍ أسترالية، والجائزة تتكون من ميدالية بوك مع جائزة قيمتها 1000$ واشتراك في الجمعية الفلكية الأسترالية للسنة القادمة.

## تاريخ
سميت الجائزة بهذا الاسم لتحي ذكرى العمل الدؤوب لبارت بوك في نشر الدراسة الجامعية والدراسات العليا لعلم الفلك في أستراليا، خلال فترة ولايته (1957-1966) كمدير لمرصد ماونت ستروملو.

## الفائزين السابقين
| السنة | اسم الفائز          | الجامعة                                                             | الممنوحة عن                                                                                              |
| ----- | ------------------- | ------------------------------------------------------------------- | --- |
| 2021  | مادلين ماكنزي       | جامعة غرب أستراليا                                                  | محاكاة تكوين مجموعات سكانية متعددة من النجوم في التجمعات الكروية                                         |
| 2020  | جيمس بيتي           | جامعة أستراليا الوطنية كلية بحوث علم الفلك والفيزياء الفلكية (RSAA) | الغيوم الجزيئية المضطربة الأسرع من الصوت: خيوط وتباين الخواص                                             |
| 2019  | سام كري             | جامعة كوينزلاند                                                     | هل يمكن لتقلبات الفراغ الكمي أن تحل مشكلة الثابت الكوني؟                                                 |
| 2018  | ماثيو كين           | جامعة سيدني                                                         | علم النجوم الفرعية: دراسة عن التذبذبات المختلطة                                                          |
| 2017  | مادلين مارشال       | جامعة تسمانيا                                                       | إطلاق نواة المجرة النشطة في تجمعات المجرات                                                               |
| 2016  | صامويل هينتون       | جامعة كوينزلاند                                                     | استخراج المعلومات الكونية من WiggleZ                                                                     |
| 2015  | كليو لوي            | جامعة سيدني                                                         | الأمواج في السماء: فحص الغلاف الأيوني مع مصفوفة مورشيسون وايدفيلد                                        |
| 2014  | روز تيرنر           | جامعة تسمانيا                                                       | تطور النواة المجرية النشطة ذات الصوت الراديوي                                                            |
| 2013  | بين بوب             | جامعة سيدني                                                         | الرقص في الظلام: قياس التداخل في مرحلة النواة للأقزام فوق الصوتية                                        |
| 2012  | أليسون هاموند       | جامعة سيدني                                                         | المغناطيسية الكونية: دوران فاراداي كمسبار للحقول المغناطيسية الخارجية                                    |
| 2011  | بارنابي نوريس       | جامعة سيدني                                                         | دراسة حول قواقع الغبار النجمي التي تستخدم قياس التداخل التلقيني البصري                                   |
| 2010  | مادوشا جوناواردهانا | جامعة ماكواري                                                       | القيود على تطور وظيفة دالة الكتلة الأولية                                                                |
| 2009  | بيتر جينسن          | جامعة كوينزلاند                                                     | ألوان المجرات في تجمعات مجرات الأشعة السينية المتوسطة                                                    |
| 2008  | كريستوفر هالس       | جامعة سيدني                                                         | علم التحاليل الكونية: دراسة حول الرياح السديمية النبضية Pulsar G359.1-23، الفأر                          |
| 2007  | كاتي دودس إيدن      | جامعة أستراليا الوطنية كلية بحوث علم الفلك والفيزياء الفلكية (RSAA) | نظرية تيفيس واختبارات الملاحظة.                                                                          |
| 2006  | برنت ميسالسكي       | جامعة ماكواري                                                       | محاكاة تقنية النيالينغ وتحسين مواصفات ألياف 2dF                                                          |
| 2005  | باتريك سكوت         | الجامعة الوطنية الأسترالية                                          | تكوين الخط الطيفي لثاني أكسيد الكربون في الشمس: المحاكاة المحدبة، والنبذ الخطية، وتركيزات النظائر المشعة |
| 2004  | ستانيسلاف شبالا     | جامعة تسمانيا                                                       | تطور مناطق الهيدروجين الثانية                                                                            |
| 2003  | دارين كروتون        | جامعة أستراليا الوطنية كلية بحوث علم الفلك والفيزياء الفلكية (RSAA  | إحصائيات التجميع والفراغ لمسح الانزياح الأحمر للمجرة 2dF                                                 |
| 2002  | لم تمنح             |                                                                     | |
| 2001  | يشي فينر            | الجامعة الوطنية الأسترالية                                          | حل لغز الوسط بين النجمي                                                                                  |
| 2000  | جوزفين براون        | الجامعة الوطنية الأسترالية                                          | دراسة الأشكال الضوئية والبيئية للعينة الجنوبية لمجرة كولا                                                |
| 1999  | مايكل مورفي         | جامعة نيو ساوث ويلز                                                 | تغير ثابت البناء الدقيق                                                                                  |
| 1998  | مالكم كينيت         | جامعة سيدني                                                         | انبعاث النيوترينو من البلازما الممغنطة                                                                   |
| 1997  | جان بيير ماكوارت    | جامعة سيدني                                                         | نشر الراديو من خلال الهياكل المنفصلة في وسط النجوم                                                       |
| 1996  | ليزا كويلي          | جامعة أديلايد                                                       | الارتباطات الزاويّة الفيزيائية الفلكية                                                                    |
| 1995  | مايكل براون         | جامعة ملبورن                                                        | دراسة عن تكون الوحدة المركبة في النيازك                                                                  |
| 1994  | آرثر ستريت          | جامعة سيدني                                                         | العمل على زيادة السرعة في انفجارات الراديو الشمسية من النوع الثاني                                       |
| 1993  | سالي هوغتون         | جامعة نيو ساوث ويلز                                                 | دراسة عن مسحات الميثانول تجاه قوس B2                                                                     |
| 1992  | كايلي وارنج         | جامعة موناش                                                         | القياس الضوئي للاختلافات النجمية                                                                         |
| 1991  | نيل تيرنر           | جامعة سيدني                                                         | العمل على الغلاف الجوي للنجوم الأقزام الباردة                                                            |
| 1990  | روبرت رينفرانك      | جامعة ولونغونغ                                                      | مسح CCD للمجرات الجنوبية الساطعة                                                                         |
| 1989  | أندرو جري           | جامعة سيدني                                                         | الرصد الشمسي باستخدام مقراب مولونغلو الراديوي                                                            |